# Patrick Cazal
Pour les articles homonymes, voir Cazal.
Patrick Cazal, né le 6 avril 1971 à Saint-Joseph (La Réunion), est un joueur puis entraîneur français de handball. Considéré comme l'un des meilleurs gauchers de sa génération, il est notamment double champion du monde en 1995 et en 2001.
Entraîneur du Dunkerque Handball Grand Littoral de 2011 de 2022, il a notamment permis au club de remporter le titre de champion de France 2013-2014. De septembre 2022 à avril 2024, il est sélectionneur de la Tunisie.

## Biographie

### Enfance à La Réunion
Si Patrick Cazal naît à Saint-Joseph, au sud de La Réunion, c’est sur Les Hauts, à une dizaine de kilomètres et après une succession de lacets au travers des champs de canne à sucre, que l’on retrouve la première maison familiale,. Quand il a 8 ans, son père Maxime trouve un travail à Saint-Denis et la famille débarque à Château Morange, quartier difficile de la capitale réunionnaise. Au cinquième étage de sa HLM, la vue depuis sa chambre lui propose un terrain de handball bitumé où les gosses se retrouvent après l’école, : c'est là qu'il découvre le handball et s'entraîne avec assiduité,. C'est aussi à son adolescence qu'il fait les quatre cent coups avec son pote Jackson Richardson, son aîné de deux ans. À dix-sept ans, sa première expérience en Métropole à Dijon ne dure qu'une semaine, et Cazal retourne à Château-Morange. 
Malgré une suspension de 24 matchs consécutive à une bagarre générale lors de la finale du championnat réunionnais face à Joinville, il rejoint en 1989 le Paris-Asnières où il retrouve Jackson Richardson.

### Carrière de joueur
En 1990, il intègre l'équipe première du Paris-Asnières. Si son premier match est catastrophique, le jeune entraîneur Patrice Canayer le relance avec succès dès le match suivant.
Avec l'arrivée de Nenad Peruničić en 1993, Cazal passe une saison 93/94 compliquée et décide alors de rejoindre le Montpellier Handball comme son entraîneur Patrice Canayer. Cette saison 94/95 est de bien meilleure facture puisque Cazal est appelé pour la première fois en équipe de France et Montpellier remporte le premier titre de champion de France de son histoire. Il passe quatre saisons à Montpellier, remportant un autre titre de champion de France en 1998 et après le doublé Championnat-Coupe de France, il est élu meilleur joueur et meilleur arrière droit de la saison 1998/99,.
Par la suite, il quitte la France pour l'Espagne et le club basque du Bidasoa Irún en 1999 et continue sur sa lancée 
puisque dès sa première saison (en), il termine meilleur buteur du Championnat d'Espagne avec 166 buts et est élu meilleur joueur étranger du championnat. Mais le club ne parvient pas à faire mieux qu'une quatrième place en championnat (en 2000 (en) également) et une demi-finale de Coupe de l'EHF (C3) face à Magdebourg en 2001 et le manque d'argent n'a pas permis au club basque de garder ses meilleurs joueurs.
Après la France et l'Espagne, le championnat allemand était le plus attirant et Cazal rejoint le TUSEM Essen en 2002. Mais ce club de « mercenaires » doit faire face à des problèmes financiers et s'il remporte la Coupe de l'EHF (C3) en 2005, il est finalement relégué en troisième division pour raison financières.
Cazal retourne alors en France en 2005 pour finir sa carrière à Dunkerque.

### Parcours en équipe de France
Avec l'Équipe de France espoir, Patrick Cazal participe aux Jeux méditerranéens de 1991, terminés à la 6e place.
C'est le 2 novembre 1994 contre la Suisse lors du tournoi d'Islande que Patrick Cazal connait sa première sélection en équipe de France. Il est alors le deuxième réunionnais après Jackson Richardson à porter le maillot Bleu. S'il est ensuite retenu pour le championnat du monde 1995 et participe au premier titre de champion du monde des sports collectifs français, il n'a qu'un temps de jeu très limité et ne marque pas le moindre but. Par la suite, s'il subit la concurrence de Stéphane Stoecklin, « le meilleur arrière droit du monde », il participe au championnat du monde 1997 avec une médaille de bronze à la clé, au championnat d'Europe 1998 avec une 7e place et au championnat du monde 1999 avec une 6e place.
Ce n'est qu'au championnat d'Europe 2000, après la retraite de Stoecklin, qu'il s'impose comme titulaire en équipe de France. Si les Bleus échouent au pied du podium avec une quatrième place, Cazal réalise une belle compétition, terminant troisième meilleur buteur et étant élu meilleur arrière droit de la compétition. Mais aux Jeux olympiques 2000 à Sydney, il n'a pas la confiance de Daniel Costantini qui préfère miser sur une base arrière Fernandez-Gille-Burdet en vue du Mondial 2001. La France sera éliminée en quart de finale et Cazal terminera les JO avec des statistiques compliquées (9 buts sur 26 tentatives dont 0/9 à 9 m).
Après la blessure de Cédric Burdet avant le championnat du monde 2001 en France, Cazal a un nouveau rôle à jouer. Si ses débuts sont laborieux (notamment 1/6 contre le Koweït et 3/9 contre la Yougoslavie), c'est surtout lors de la finale, qui sera remportée par les Bleus, que Cazal se distingue. Victime d'une entorse à la cheville en début de deuxième mi-temps, il pense que sa finale allait s'arrêter là. Pourtant Costantini lui demande d'y retourner : Cazal met deux buts avant la fin du temps réglementaire puis trois autres successivement en prolongation et joue ainsi un rôle décisif dans la victoire française.
Par la suite, il fait une très bonne compétition au championnat du monde 2003, la France remportant le bronze tandis que Cazal est élu meilleur arrière droit puis est nommé à l'élection du meilleur handballeur de l'année 2003. Mais il ne parviendra pas à glaner la première médaille française aux Championnats d'Europe, terminant à la 6e place en 2002 puis en 2004.
Le 25 juin 2009, 2 000 personnes assistent à son jubilé au petit Stade de l'Est à Saint-Denis de la Réunion. De nombreuses personnalités du monde sportif étaient présentes dont les handballeurs réunionnais Jackson Richardson et Daniel Narcisse.

### Carrière d'entraîneur

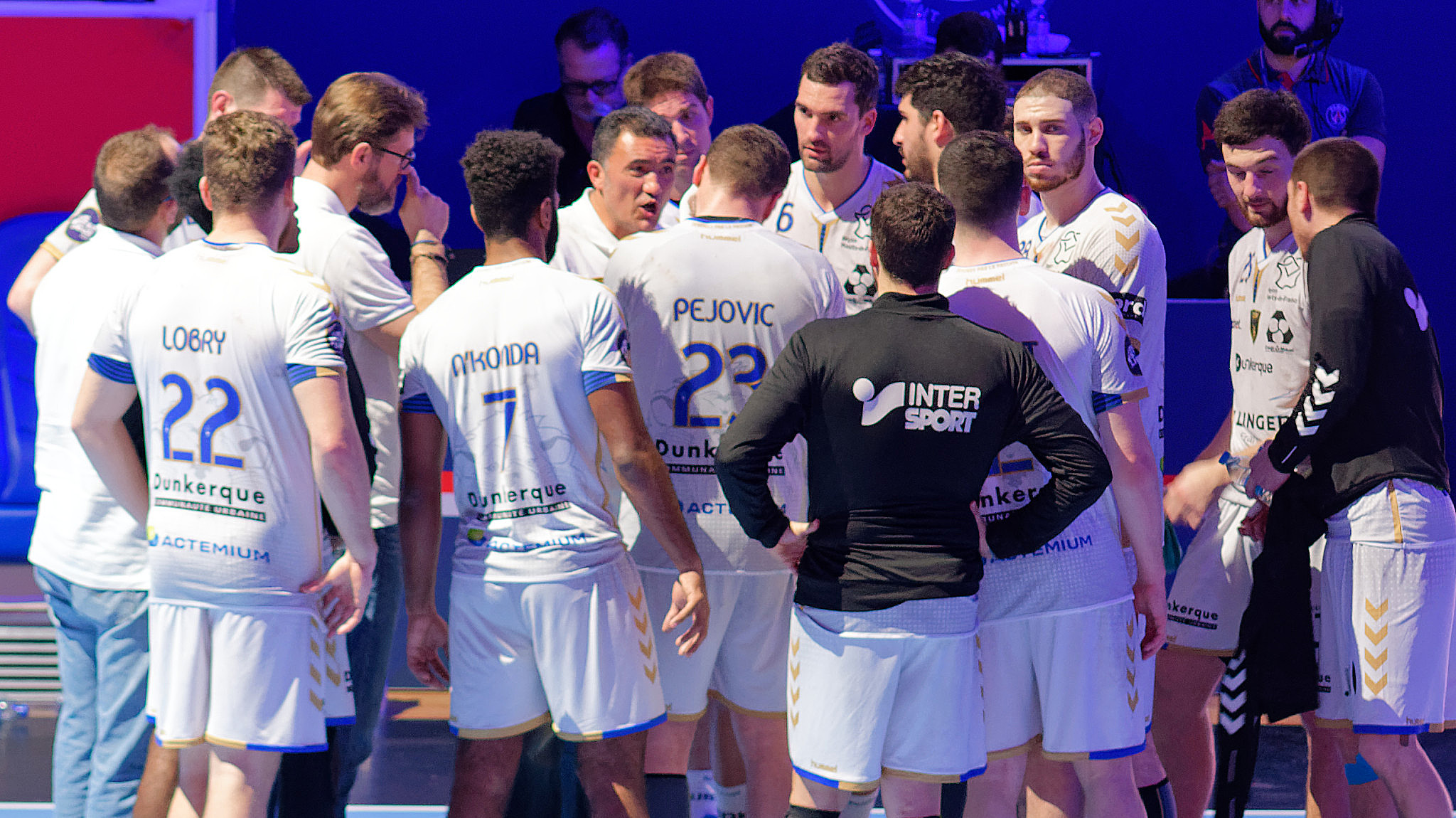
Patrick Cazal au milieu de ses joueurs de Dunkerque lors d'un temps-mort, le 8 mars 2017.

À la fin de sa carrière de joueur en 2008, il reste au club dunkerquois en tant qu'entraineur-adjoint aux côtés de Yérime Sylla. 
En février 2011, sa signature au Paris Handball à compter de la saison suivante est annoncée, mais un changement de présidence et une restructuration du club dunkerquois conduit finalement Cazal à rester à Dunkerque en tant qu'entraîneur principal, Yérime Sylla devenant manager technique général et Arnaud Calbry entraîneur-adjoint,. 
Avec le club nordiste qui vient juste de remporter son premier titre, la coupe de France 2011, il permet au club de devenir l'un des meilleurs clubs français. Si sa première saison est moyenne sur le plan national avec une élimination prématurée en coupe et une 5e place en championnat non qualificative pour l'Europe, les dunkerquois atteignent tout de même la finale de la Coupe de l'EHF 2011-2012. La saison 2012/2013 débute mieux avec une victoire lors du Trophée des champions 2012 et puis de la coupe de la Ligue 2013 en décembre. Fort de ses bons résultats, il prolonge en avril 2013 son contrat à la tête de l'USDK jusqu'en 2017. Cette saison se termine de la plus belle des manières avec une 2e place en championnat et un titre de meilleur entraîneur de D1 pour Cazal, après seulement sa 2e saison en tant qu'entraîneur.
La consécration arrive ensuite avec le titre de champion de France 2013-2014 au terme d'une saison maitrisée en championnat.
Si les années suivantes sont moins bonnes pour Cazal et Dunkerque puisque le club ne parvient plus à se qualifier pour une coupe d'Europe à compter de 2015, il conserve la confiance du club puisqu'il signe en avril 2020 une nouvelle prolongation de deux ans.
En décembre 2021, c'est par un SMS qui ne lui était pas adressé que Patrick Cazal apprend que son aventure à la tête de l'équipe professionnelle de Dunkerque prendrait fin au terme de la saison 2021-2022, 17 ans après son arrivée.
En septembre 2022, il est nommé sélectionneur de la Tunisie pour les deux ans à venir, Wissem Hmam étant son adjoint. Au Championnat du monde 2023, il ne parvient pas à faire sortir la Tunisie de la phase préliminaire après un match nul face au Bahreïn et deux défaites face à la Belgique et au Danemark. La Tunisie joue alors la Coupe du président qu'elle remporte après quatre victoires face à au Maroc, à la Macédoine du Nord, à l'Algérie et enfin au Chili pour terminer à la 25e place.
Au Championnat d'Afrique des nations 2024, l'ambition de Cazal et des Tunisiens est d'obtenir le titre et donc la qualification pour les JO 2024. Néanmoins, la marche était trop haute en demi-finale face au grand favori égyptien qui évoluait à domicile (25-30) et la Tunisie doit se contenter de la médaille de bronze en s'imposant face au Cap-Vert (35-28). Cette troisième place est également synonyme de participation à un tournoi de qualification olympique (TQO). Mais dans un groupe très relevé composé de la Hongrie, du Portugal et de la Norvège, les Tunisiens sont nettement battus à trois reprises et Cazal est remercié par la Fédération tunisienne.

## Palmarès de joueur

### En club
- Vainqueur du Championnat de France (3) : 1995, 1998 et 1999
- Vainqueur de la Coupe de France (1) : 1999 (finaliste en 1998)
- Vainqueur de la Coupe de l'EHF (C3) (1) : 2005

### En sélection nationale
Patrick Cazal compte 171 sélections pour 482 buts marqués (dont 6 jets de 7m)
Championnats du monde
- Médaille d'or au championnat du monde 1995,  Islande
- Médaille de bronze au championnat du monde 1997,  Japon
- 6e place au championnat du monde 1999,  Égypte
- Médaille d'or au championnat du monde 2001,  France
- Médaille de bronze au championnat du monde 2003,  Portugal

Championnats d'Europe
- 7e place au championnat d'Europe 1998,  Italie
- 4e place au championnat d'Europe 2000,  Croatie
- 6e place au championnat d'Europe 2002,  Suède
- 6e place au championnat d'Europe 2004,  Slovénie

Jeux olympiques
- 6e place aux Jeux olympiques 2000 de Sydney,  Australie

Jeux méditerranéens
- 6e place aux Jeux méditerranéens de 1991 (avec  France espoir)

### Récompenses individuelles
- Élu meilleur joueur et meilleur arrière droit du Championnat de France en 1999[5]
- Meilleur buteur du Championnat d'Espagne (1) : 1999-00 (en) avec 166 buts
- Élu meilleur joueur étranger du championnat d'Espagne en 2000
- Élu meilleur arrière droit du Championnat d'Europe 2000[8]
- Élu meilleur arrière droit du Championnat du monde 2003[11]
- Nommé à l'élection du meilleur handballeur de l'année 2003[12]
- Nommé à l'élection du meilleurs arrière droit français de tous les temps (Sept de diamant)

## Palmarès d'entraîneur

### En club
- Vainqueur du Championnat de France (1) : 2014
  - 2e en 2013
- Vainqueur de la Coupe de France (1) : 2011
- Vainqueur de la Coupe de la Ligue (1) : 2013
- Vainqueur du Trophée des champions (1) : 2012
- Finaliste de la Coupe de l'EHF (C3) en 2012

### En sélection nationale
Avec la Tunisie
- 25e place au championnat du monde 2023,  Suède et  Pologne
- au Championnat d'Afrique des nations 2024,  Égypte

### Récompenses individuelles
- Élu meilleur entraîneur du Championnat de France en 2013[24]

## Décorations
- Chevalier de la Légion d'honneur en 2001[25]